# گوگل نو

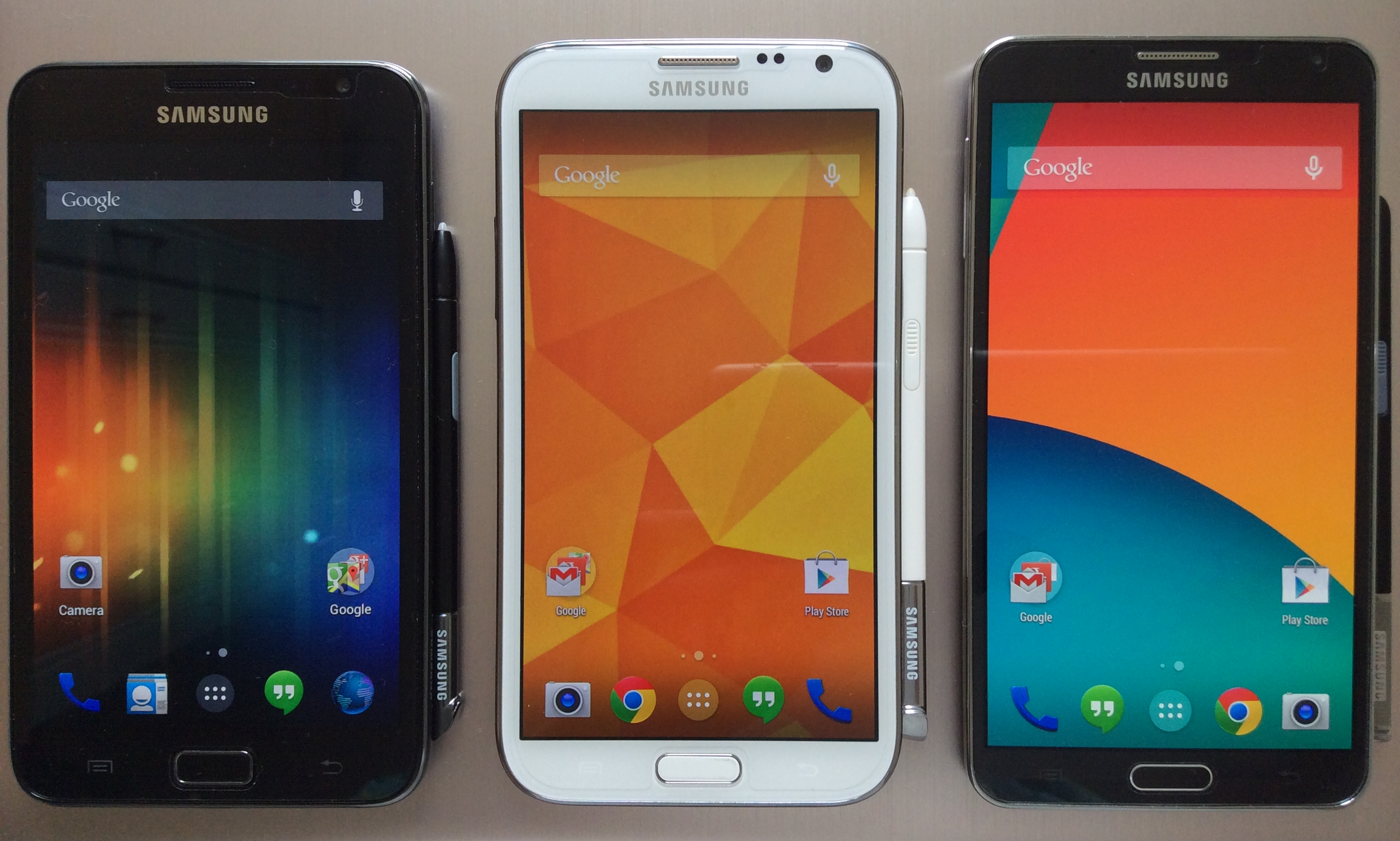
گوگل نو

گوگل نو (به انگلیسی: Google Now) دستیار شخصی هوشمندی است که در سیستم‌عامل اندروید گوگل قابل استفاده می‌باشد. گوگل نو یک قابلیت اضافه برای اپلیکیشن بومی جستجوگر گوگل اندروید است که برای پاسخ دادن به سوالات از رابط کاربری به زبان طبیعی استفاده می‌کند و درخواست‌ها را برای اجرا کردن، به یک سرویس دهنده وب ارسال می‌کند.
استفاده از این سرویس همچنین برای محصولات اپل که دارای سیستم عامل iOS هستند، از آوریل ۲۰۱۳ امکان‌پذیر شد.